# Miloslav Hořava
Miloslav Hořava (* 14. srpna 1961 Kladno) je český hokejový trenér a bývalý reprezentační obránce, který nastupoval v české lize, v NHL či švédské nejvyšší soutěži.
Po ukončení hráčské kariéry začal s prací trenéra. Od roku 2013 do konce sezony 2014/15 byl asistentem Radima Rulíka u týmu HC Litvínov a společně tým v sezoně 2014/15 dovedli k mistrovskému titulu. Od ledna 2025 je hlavním trenérem týmu HC Dynamo Pardubice.
Jeho synové Miloslav a Petr jsou též lední hokejisté. Hokej hrál i synovec Pavel Skrbek.

## Kariéra

### Klubová hráčská kariéra
Odchovanec kladenského klubu si debut v nejvyšší soutěži odbyl v sezoně 1978/79. Za mateřský klub hrál až do ročníku 1988/89, v jehož průběhu odešel do Severní Ameriky. Jedinou výjimkou bylo působení v Dukle Jihlava v letech 1983–85 v rámci vojenské služby, kde získal svůj druhý a třetí titul mistra republiky. Ten první v sezoně 1979/80 slavil s rodným Kladnem, s nímž jednu sezonu strávil také ve druhé lize (1986/87).
V závěru sezony 1988/89 oblékl v šesti utkáních dres New York Rangers v NHL. Do sestavy tohoto klubu se snažil probojovat do roku 1991, kdy se v létě rozhodl pro návrat do Evropy. Celkem v NHL odehrál 80 utkání, ve kterých nastřádal 22 bodů (5 branek a 17 asistencí). V sezoně 1989/90 za Rangers dvakrát nastoupil v playoff a připsal si jednu asistenci.
V letech 1991–1994 hrál švédskou ligu za MODO Hockey. V sezoně 1994/95 nastupoval v české extralize za nováčka soutěže – pražskou Slavii, jejíž barvy hájil do roku 1997. V sezoně 1997/98 po krátkém angažmá v prvoligových Kralupech hrál za Karlovy Vary, které se s ním v týmu dokázaly udržet ve své premiérové sezoně v samostatné extralize. Po krátkém angažmá v HKm Zvolen ve slovenské extralize v úvodu sezony 1998/99 posílil HC Chemopetrol Litvínov, v jehož dresu v roce 2000 ukončil kariéru.

### Reprezentační kariéra
Na velké mezinárodní akci se představil poprvé v roce 1979, kdy na mistrovství Evropy do 18 let 1979 v Polsku se svými spoluhráči z československého výběru vybojoval zlatou medaili. V kategorii hráčů do 20 let startoval na světových šampionátech v letech 1980 ve Švédsku a 1981 v Západním Německu, kde byl vyhlášen nejlepším obráncem a byl vybrán do All star týmu turnaje.
V dresu federálního reprezentačního A-týmu se představil čtyřikrát na mistrovství světa. Poprvé v roce 1981 ve Švédsku, kde reprezentace získala bronz. O rok později si z mistrovství ve Finsku přivezl stříbro. Na šampionátu 1985 v Československu se stal mistrem světa a naposledy se představil za na MS 1987 v Rakousku, kde Československo skončilo třetí. V roce 1993 se již se samostatným českým výběrem zúčastnil MS v Německu, kde vybojoval při své první účasti český tým bronz.
Třikrát si zahrál na Kanadském poháru – v letech 1981 a 1987 skončila reprezentace v semifinále, v roce 1984 obsadila páté místo. Čtyřikrát se zúčastnil olympijských turnajů – 1984 v Sarajevu (stříbro), 1988 v Calgary (6. místo), 1992 v Albertville (bronz) a 1994 v Lillehammeru (5. místo).

### Trenérská kariéra
Hořava se po ukončení hráčské kariéry věnuje trénování, vedl Znojmo, Karlovy Vary, Mladou Boleslav, Kladno, Ústí nad Labem, českou reprezentaci do 20 let, MODO Hockey či Spartu Praha.
Od roku 2013 do konce sezony 2014/15 byl asistentem trenéra Radima Rulíka v týmu HC Litvínov. Tam také zaznamenal svůj dosavadní největší trenérský úspěch – tým v sezoně 14/15 dovedli k mistrovskému titulu.
V následující sezoně se rozhodl absolvovat semináře ve Švédsku a Litvínovu pak pomáhal pouze jako konzultant. Poté následovalo krátké angažmá v Německu. Od prosince 2016 vypomáhal jako konzultant v rodném Kladně. Od sezony 2016/2017 je pak v tomto týmu hlavním trenérem.
V říjnu 2018 se přesunul do týmu BK Mladá Boleslav, kde se stal hlavním trenérem po odvolaném Vladimíru Kýhosovi. Po sezóně 2018/2019 se ale sám rozhodl v klubu skončit. Dne 1. února 2020 se stal hlavním trenérem týmu HC Sparta Praha, kde působil do konce sezóny 2020/2021. V dalších měsících absolvoval stáže ve Švédsku, nicméně do Sparty se vrátil v listopadu 2021 a zůstal v ní do dubna 2022. V listopadu 2022 nahradil ve Spartě odvolaného Pavla Pateru a znovu se stal hlavním trenérem, přičemž smlouvu podepsal do konce ročníku 2023/2024. Po sezóně 2022/2023 se stal asistentem trenéra Pavla Grosse.

## Ocenění a úspěchy
- 1981 MSJ – All-Star Tým
- 1981 MSJ – Nejlepší obránce
- 1993 SEL – Nejproduktivnější obránce
- 1996 ČHL – Nejlepší nahrávač mezi obránci
- 1996 ČHL – Nejproduktivnější obránce
- 2010 Síň slávy českého hokeje

## Prvenství
- Debut v NHL – 1. března 1989 (New York Rangers – Toronto Maple Leafs)
- První gól v NHL – 27. října 1989 (New York Rangers – New York Islanders, brankáři Mark Fitzpatrick)
- První asistence v NHL – 15. března 1989 (New York Rangers – Winnipeg Jets)

## Klubová statistika
| Sezóna        | Klub                       | Soutěž        |     | Základní část | Základní část | Základní část | Základní část | Základní část |   | Play off | Play off | Play off | Play off | Play off |
| Sezóna        | Klub                       | Soutěž        | Z   | G             | A             | B             | TM            | Z             | G | A        | B        | TM       |          |          |
| 1978–79       | Poldi SONP Kladno          | ČSHL          | 19  | 1             | 5             | 6             | 4             | —             | — | —        | —        | —        |          |          |
| 1979–80       | Poldi SONP Kladno          | ČSHL          | 41  | 5             | 11            | 16            | 34            | —             | — | —        | —        | —        |          |          |
| 1980–81       | Poldi SONP Kladno          | ČSHL          | 44  | 19            | 21            | 40            | 32            | —             | — | —        | —        | —        |          |          |
| 1981–82       | Poldi SONP Kladno          | ČSHL          | 44  | 13            | 15            | 28            | 34            | —             | — | —        | —        | —        |          |          |
| 1982–83       | Poldi SONP Kladno          | ČSHL          | 42  | 10            | 11            | 21            | 74            | —             | — | —        | —        | —        |          |          |
| 1983–84       | ASD Dukla Jihlava          | ČSHL          | 44  | 5             | 14            | 19            | 28            | —             | — | —        | —        | —        |          |          |
| 1984–85       | ASD Dukla Jihlava          | ČSHL          | 42  | 20            | 22            | 42            | 22            | —             | — | —        | —        | —        |          |          |
| 1985–86       | Poldi SONP Kladno          | ČSHL          | 22  | 7             | 5             | 12            | 14            | —             | — | —        | —        | —        |          |          |
| 1986–87       | Poldi SONP Kladno          | 1.ČSHL        | 31  | 17            | 29            | 46            | 30            | —             | — | —        | —        | —        |          |          |
| 1987–88       | Poldi SONP Kladno          | ČSHL          | 37  | 10            | 17            | 27            | 42            | —             | — | —        | —        | —        |          |          |
| 1988–89       | Poldi SONP Kladno          | ČSHL          | 32  | 10            | 12            | 22            | 22            | —             | — | —        | —        | —        |          |          |
| 1988–89       | New York Rangers           | NHL           | 6   | 0             | 1             | 1             | 0             | —             | — | —        | —        | —        |          |          |
| 1989–90       | New York Rangers           | NHL           | 45  | 4             | 10            | 14            | 26            | 2             | 0 | 1        | 1        | 0        |          |          |
| 1990–91       | New York Rangers           | NHL           | 29  | 1             | 6             | 7             | 12            | —             | — | —        | —        | —        |          |          |
| 1991–92       | MODO Hockey                | SEL           | 40  | 3             | 21            | 24            | 60            | —             | — | —        | —        | —        |          |          |
| 1992–93       | Modo Hockey                | SEL           | 38  | 8             | 25            | 33            | 52            | 2             | 0 | 0        | 0        | 0        |          |          |
| 1993–94       | Modo Hockey                | SEL           | 29  | 5             | 14            | 19            | 38            | —             | — | —        | —        | —        |          |          |
| 1994–95       | HC Slavia Praha            | ČHL           | 38  | 7             | 17            | 24            | 28            | —             | — | —        | —        | —        |          |          |
| 1995–96       | HC Slavia Praha            | ČHL           | 37  | 7             | 32            | 39            | 16            | 7             | 0 | 9        | 9        | 12       |          |          |
| 1996–97       | HC Slavia Praha            | ČHL           | 42  | 3             | 24            | 27            | 60            | 3             | 0 | 1        | 1        | 0        |          |          |
| 1997–98       | HC Becherovka Karlovy Vary | ČHL           | 24  | 4             | 5             | 9             | 8             | —             | — | —        | —        | —        |          |          |
| 1998–99       | HC Chemopetrol, a.s.       | ČHL           | 26  | 3             | 12            | 15            | 22            | —             | — | —        | —        | —        |          |          |
| 1998–99       | HKm Zvolen                 | SHL           | 19  | 1             | 2             | 3             | 14            | —             | — | —        | —        | —        |          |          |
| 1999–00       | HC Chemopetrol, a.s.       | ČHL           | 44  | 3             | 16            | 19            | 32            | —             | — | —        | —        | —        |          |          |
| Celkem v ČSHL | Celkem v ČSHL              | Celkem v ČSHL | 367 | 100           | 133           | 233           | 396           | —             | — | —        | —        | —        |          |          |
| Celkem v SEL  | Celkem v SEL               | Celkem v SEL  | 107 | 16            | 60            | 76            | 150           | 2             | 0 | 0        | 0        | 0        |          |          |
| Celkem v ČHL  | Celkem v ČHL               | Celkem v ČHL  | 211 | 27            | 106           | 133           | 166           | 10            | 0 | 10       | 10       | 12       |          |          |

## Trenérská kariéra
- 2002/03 Orli Znojmo
- 2003/04 HC Energie Karlovy Vary
- 2004/05 BK Mladá Boleslav, Orli Znojmo
- 2005/06 Orli Znojmo
- 2006/07 Orli Znojmo
- 2007/08 HC Škoda Plzeň, Česko U20 (asistent trenéra)
- 2008/09 HC Slovan Ústí nad Labem
- 2009/10 MODO Hockey
- 2010/11 HC Sparta Praha
- 2011/12 Netrénoval
- 2012/13 Netrénoval
- 2013/14 HC Verva Litvínov (asistent trenéra)
- 2014/15 HC Verva Litvínov (asistent trenéra)
- 2015/16 Netrénoval
- 2016/17 Grizzlys Wolfsburg (asistent trenéra), Rytíři Kladno (asistent trenéra)
- 2017/18 Rytíři Kladno
- 2018/19 BK Mladá Boleslav
- 2019/20 HC Sparta Praha
- 2020/21 HC Sparta Praha
- 2021/22 HC Sparta Praha
- 2022/23 HC Sparta Praha
- 2023/24 HC Sparta Praha (asistent trenéra)

## Reprezentační statistiky
| Rok                  | Tým                  | Soutěž               | Z  | G | A  | B  | TM |
| -------------------- | -------------------- | -------------------- | -- | - | -- | -- | -- |
| 1979                 | Československo 18    | ME 18                | 5  | 2 | 0  | 2  | 0  |
| 1980                 | Československo 20    | MSJ                  | 5  | 0 | 1  | 1  | 2  |
| 1981                 | Československo 20    | MSJ                  | 5  | 2 | 3  | 5  | 6  |
| 1981                 | Československo       | MS                   | 8  | 0 | 6  | 6  | 8  |
| 1981                 | Československo       | KP                   | 6  | 2 | 0  | 2  | 2  |
| 1982                 | Československo       | MS                   | 10 | 0 | 1  | 1  | 2  |
| 1984                 | Československo       | OH                   | 7  | 0 | 4  | 4  | 2  |
| 1984                 | Československo       | KP                   | 4  | 0 | 1  | 1  | 5  |
| 1985                 | Československo       | MS                   | 9  | 3 | 2  | 5  | 4  |
| 1987                 | Československo       | MS                   | 10 | 1 | 5  | 6  | 4  |
| 1987                 | Československo       | KP                   | 6  | 1 | 2  | 3  | 4  |
| 1988                 | Československo       | OH                   | 8  | 1 | 2  | 3  | 14 |
| 1992                 | Československo       | OH                   | 6  | 1 | 0  | 1  | 0  |
| 1993                 | Česko                | MS                   | 8  | 0 | 3  | 3  | 0  |
| 1994                 | Česko                | OH                   | 7  | 0 | 0  | 0  | 8  |
| Mistrovství světa 6x | Mistrovství světa 6x | Mistrovství světa 6x | 45 | 4 | 17 | 21 | 18 |
| Olympijské hry 4x    | Olympijské hry 4x    | Olympijské hry 4x    | 28 | 2 | 6  | 8  | 24 |
| Kanadský pohár 3x    | Kanadský pohár 3x    | Kanadský pohár 3x    | 16 | 3 | 3  | 6  | 11 |

Celková bilance 237 utkání/28 branek